# ووغجابرد
ووغجابرد (به ارمنی: Ողջաբերդ) یک شهر در ارمنستان است که در استان کوتایک واقع شده‌است.    در  کیلومتری شمال هرازدان، مرکز استان کوتایک واقع شده است.

## خصوصیات
ووغجابرد  ۹۵۷ نفر جمعیت دارد و در ارتفاع  متر بالاتر از سطح دریا قرار گرفته است.